# 久保帯人
久保 帯人（くぼ たいと、1977年6月26日 - ）は、日本の男性漫画家。広島県安芸郡府中町出身。広島県立安芸府中高等学校卒業。東京都港区在住。デビュー当時のペンネームは久保 宜章（くぼ のりあき）。
1996年、『週刊少年ジャンプ』（集英社）の増刊号に掲載された「ULTRA UNHOLY HEARTED MACHINE」でデビュー。1999年に『ZOMBIEPOWDER.』で『週刊少年ジャンプ』初連載。その後、同誌にて2001年から2016年まで『BLEACH』を連載し、世界的な人気作品となった。代表作には『BLEACH』のほか、『BURN THE WITCH』がある。
2005年、『BLEACH』で第50回小学館漫画賞少年向け部門を受賞。2008年にはインクポット賞を受賞した。

## 来歴

### 生い立ち
1977年6月26日、広島県に生まれる。小学2年生のときに水木しげるの『ゲゲゲの鬼太郎』を読み、漫画家を志した。水木の画集を購入し、同作に登場する妖怪を点描で模写するなど、絵を描くことが好きな少年であった。その後しばらくして、漫画の描き方の本を頼りに初めて漫画を描き上げたという。小学生時代は、車田正美の『聖闘士星矢』、ゆでたまごの『キン肉マン』、鳥山明の『ドラゴンボール』のほか、スズキコージの児童書『大千世界のなかまたち』を愛読していた。また、妹が購入していた少女漫画も読んでいた。
中学生のころから音楽に熱中し、中学3年生になると洋楽を聴き始めるようになった。初めて洋楽を聴いた際、その音像の違いに衝撃を受け、一気に興味が音楽に向かったという。新聞配達で得た収入をCDの購入につぎ込み、さまざまなジャンルの音楽を聴いていた。
高校時代には、小さいころから愛用していた『広辞苑』に加え、漢字辞書を読破するなど辞書を読むことへの関心が深まった。特に、出版社ごとの辞書の特徴を読み比べることに面白さを感じていたという。

### デビューまで
高校3年生のとき、漫画家への憧れを再確認し、夏休み前の進路希望調査で希望進路を漫画家とする。これを機に、夏休みにファンタジー作品『FIRE IN THE SKY』を描き上げ、『週刊少年ジャンプ』のホップ☆ステップ賞に投稿した（走り幅跳B名義）。同誌しか漫画雑誌を読んでいなかったため、「他誌への投稿は想像できなかった」という。同作は下読みで編集者・浅田貴典の目に留まり、第126回（1995年8月期）ホップ☆ステップ賞において最終選考作となった。
同年12月に浅田から電話があり、もう1本描くことを持ちかけられたが、次の作品は高校卒業後に描こうと思っていたため、この誘いを断った。翌1996年4月ごろに浅田から再び電話があり、すでに描き始めていた「ULTRA UNHOLY HEARTED MACHINE」を完成させて送ったところ、同作が『週刊少年ジャンプ特別編集増刊Summer Special』に掲載され、デビューを果たした（久保宜明名義）。
久保は実家の新聞販売店で中学生のころから新聞配達をしており、その収入を貯めて高校卒業までに150万円を貯金していた。この貯金はのちに上京する際の元手となった。

### 初期の活動
続いて、自らの入れ墨から魔物を招喚する刻魔師の戦いを描いた作品「刻魔師 麗（）」が『週刊少年ジャンプ』1996年36号に掲載され、読者から反響を得た。久保はのちに、「この頃から浅田さんも連載を意識した発言が多くなってきたから自分も意識し始めたし、マンガというものに対する考えが大きく変わったように思います」と自身のターニングポイントとなった同作について語っている。
翌1997年、久保は新人作家であったが、週刊少年ジャンプ編集部はコンペティションを通さずに『週刊少年ジャンプ』の45ページ枠を用意した。これは前作の入稿後、新たな作品を描く意欲をなくしていた久保へ執筆を促すために取られた措置であった。そのため、3本目の読み切り作品「BAD SHIELD UNITED」は、「とにかく時間が無くて、全くのゼロから3週間で完成させる」という苦しい制作状況の中で執筆され、同誌1997年51号に掲載された。同作の掲載後、久保は当時の編集長から呼び出しを受け、作品の内容について叱責される。
まだ広島に住んでいたんですけど、東京に呼ばれて。集英社のでっかい会議室で編集長に『君の漫画はだめなんだ！』と怒られました。『DRAGON BALL』と『北斗の拳』の1巻をバーンと置かれて『こういうのを描け！』って（笑）。—久保帯人（2018年）
この件に対し、久保は「編集長の言う“だめ”が何なのかわからない」と反発し、1年以上執筆を控えることとなった。当時は漫画家を続けるべきか迷っていたとのちに振り返っている。

### 『ZOMBIEPOWDER.』の連載
その後、浅田から連載用のネーム1話分の提出を勧められた久保は、連載会議では通さないと説明を受けたうえで、死者を蘇らせる秘薬を巡るバトルアクション作品『ZOMBIEPOWDER.』のネームを作成し、提出した。しかし、編集部内では「（連載会議を）また1回落とすと、また1年描かない可能性がある」との懸念が共有され、東京に呼んで描かせる必要があるという方針のもと、同作は1話分のネームのみで連載会議を通過することとなった。この判断を受けて久保は上京したが、連載会議の通過から「連載を描き始めるまで」の準備期間は約2週間しかなく、住居や家具を探しながら第2話以降の構想を余儀なくされたという。アシスタント経験がなく、周囲に漫画を描いている知人もいなかったため、漫画の描き方の本を参考にしながら手探りで連載準備を進めた。
初連載となった同作は『週刊少年ジャンプ』1999年34号から連載され、スタイリッシュな描写や絵が話題となった。しかし、久保の言葉によれば「最後までペースがつかめないまま」、同作は2000年11号をもって終了した（久保帯人名義）。

### 『BLEACH』の連載
前作の終了から1年後、『赤マルジャンプ』（集英社）2001 WINTERに読み切り作品「BLEACH」を発表した。同作は読者アンケートで1位を獲得し、『週刊少年ジャンプ』の連載会議を満場一致で通過する。
死神の力を持つ主人公と仲間たちの活躍を描いたバトルアクション作品『BLEACH』は、『週刊少年ジャンプ』2001年36・37合併号から連載され、2000年代の同誌を代表する看板作品の一つとなった。同作は2004年にテレビアニメ化されたほか、劇場アニメ化、コンピュータゲーム化、舞台化、小説化といった多様なメディア展開が行われた。同作で2005年に第50回小学館漫画賞少年向け部門を、2006年にJapan Expoアワード Prix Dessinを受賞。2008年にはゲスト参加したサンディエゴ・コミコンにおいて、コミコン・インターナショナルよりインクポット賞が授与された。
『BLEACH』は2016年38号まで15年にわたり連載され、久保の代表作となった。連載初期は人気が出ないと打ち切りになるという不安を抱えていたが、連載を続ける中で、人気がなくなったらそれが寿命だと考えるようになり、読者に支持されるかどうかをあまり気にしなくなったと述べている。当初は5年程度で終了する予定であったが、演出にページを割ける楽しさや、担当編集者による自由な制作環境が連載を続ける理由になったとしている。同作の完結後、久保は長期連載を振り返り、自身が飽きっぽい性格であるため、『BLEACH』をこれほど長く続けることになるとは連載当初は想像していなかったと述べている。連載終盤には体調を崩し、心身ともに余裕のない状態が続いていたが、それでも最後までモチベーションを保ちながら描き続けることができたという。
また、同作の連載と並行し、番外編カラー漫画『カラブリ！』を『Vジャンプ』（集英社）にて2005年1月号から2007年9月号まで連載した。

### 『BLEACH』完結後の活動
2016年11月、自身のTwitterにて連載終了後の様子や読者への感謝を綴った漫画を数点発表した（ § 漫画も参照）。また、同月にはPlayStation 4用ゲーム『新サクラ大戦』のメインキャラクターデザインとしての仕事を開始した。その一方で、連載疲れもあり、「今は休ませてもらってます」と話すこともあった。
2017年11月、イタリアの都市ルッカで開催されたルッカコミックス&ゲームズへの参加を見合わせた久保は、翌2018年1月にTwitterにて同コンベンション宛てに描き下ろしたラフイラストを公開した。また、同年2月にはモナコで開催されたMonaco Anime Game International Conferences (MAGIC) への参加も見送り、同イベント内で行われたマンガ・コンテストの審査委員長をリモートで務めた。同年6月には出身地である広島県府中町から府中町PR大使を委嘱された。
2018年6月、『週刊少年ジャンプ』創刊50周年記念号にて、ロンドンを舞台に魔女やドラゴンを描くファンタジーアクション作品「BURN THE WITCH」を発表した。同作を掲載後程なくしてアニメ化のオファーが寄せられたことから、同作のシリーズ連載に向けた執筆を開始した。同年7月には『BLEACH』が実写映画化、翌2019年12月には前述のPlayStation 4用ゲーム『新サクラ大戦』が発売された。

### 『BLEACH』20周年プロジェクトと並行する活動
2020年3月、「BLEACH20周年プロジェクト&久保帯人新作発表会」にて『BLEACH』が連載開始から20周年を迎えることを記念したプロジェクトの発足が発表された。
同プロジェクトの一環として、同年8月から『BURN THE WITCH』のシリーズ連載を開始。Season1は『週刊少年ジャンプ』2020年38号から41号までの短期集中連載として連載され、同年10月にはこれを原作とした劇場中編アニメが公開された。久保はこの時期、「『好きなペースで漫画を描く』という長年憧れてきた生活スタイル」が実現しつつあると述べている。
翌2021年1月に自身の公式ファンクラブサイト「Klub Outside」を開設し、同年8月には『週刊少年ジャンプ』2021年36・37合併号にて『BLEACH』の新たなエピソードを描いた読み切り作品「BLEACH 獄頤鳴鳴篇（）」を発表した。さらに、同年12月から同プロジェクトの中核である初の原画展「BLEACH EX.」を開催した。
また、『BLEACH』の最終章・千年血戦篇がテレビアニメ『BLEACH 千年血戦篇』として映像化された。第1クールは2022年、第2クールは2023年、第3クールは2024年に放送された。久保は同作で総監修を務め、シリーズの制作に深く関わっている。
2024年10月にはメゾン マルジェラのオートクチュールコレクション「アーティザナル」の展示に際し、同ブランドと協業したウィンドウインスタレーションをドーバー ストリート マーケット ギンザにて開催した。

## 年表
- 1977年（昭和52年）- 広島県で生まれる[27]。
- 1990年（平成2年） - 府中町立府中南小学校を卒業[6]。
- 1993年（平成5年） - 府中町立府中緑ヶ丘中学校を卒業[6]。
- 1995年（平成7年） - 「FIRE IN THE SKY」が第126回（8月期）ホップ☆ステップ賞最終選考作となる[23]。
- 1996年（平成8年） - 広島県立安芸府中高等学校を卒業[6]。「ULTRA UNHOLY HEARTED MACHINE」でデビュー[4]。
- 1999年（平成11年） - 『ZOMBIEPOWDER.』で連載デビュー（ - 2000年）[10]。
- 2001年（平成13年） - 『BLEACH』の連載を開始（ - 2016年）[11]。
- 2004年（平成16年） - 『BLEACH』がテレビアニメ化[44]。『カラブリ！』の連載を開始（ - 2007年）[50]。
- 2005年（平成17年） - 第50回小学館漫画賞少年向け部門受賞（『BLEACH』）[12]。
- 2006年（平成18年） - Japan Expoアワード Prix Dessin受賞（『BLEACH』）[45][注 6]。
- 2007年（平成19年） - アメリカンアニメアワード（英語版） ベストマンガ賞ノミネート（『BLEACH』）[78][79]。
- 2008年（平成20年） - サンディエゴ・コミコンにゲスト参加[47]。インクポット賞受賞[13]。
- 2012年（平成24年） - 結婚を発表[80]。
- 2013年（平成25年） - ライプツィヒ・ブックフェア（英語版）にゲスト参加[81][82]。
- 2018年（平成30年） - 府中町PR大使に就任[59]。『BLEACH』が実写映画化[11]。
- 2019年（令和元年） - メインキャラクターデザインを担当したゲーム『新サクラ大戦』が発売[53]。
- 2020年（令和2年） - 『BURN THE WITCH』Season1を短期集中連載（同年終了）[66]。同作が劇場中編アニメ化[66]。
- 2021年（令和3年） - 公式ファンクラブサイト「Klub Outside」を開設[68]。初の原画展「BLEACH EX.」を開催[74]。
- 2022年（令和4年） - テレビアニメ『BLEACH 千年血戦篇』が放送開始[75]。同作で総監修を担当[75]。
- 2023年（令和5年） - 読み切り版「BURN THE WITCH」がアニメ化[83]。

## 作風
久保の作風は、しばしば「スタイリッシュ」と形容される。アニメ版『BURN THE WITCH』の監督を務めた川野達朗や漫画家の芥見下々も、久保の作品からスタイリッシュな印象を受けたと語っている。リアルサウンドのライター・SYOは、久保作品の魅力として「デザイン性あふれる世界観や画面構成、卓越した画力によるアクションの見せ方」を挙げている。また、SYOは「クリフハンガー的な“引き”の上手さ」も久保らしさを象徴する要素だと評している。
一方、現代娯楽文化評論家の更科修一郎と漫画家のかかし朝浩の対談では、『BLEACH』のギャグパートが「小劇場的なお笑いセンス」を持つと評価されている。さらに、『週刊少年ジャンプ』ではストーリー漫画家が伝統的に高いギャグセンスを備えているとされ、久保もその一例に挙げられている。

### 影響を受けた作家と作品
久保に影響を与えた漫画作品として、水木しげるの『ゲゲゲの鬼太郎』や車田正美の『聖闘士星矢』が挙げられる。久保は自身の絵について、「両方が混ざって、『BLEACH』になっている」、「絵で影響を受けたのは間違いなく『聖闘士星矢』」と語っている。また、漫画家の松井優征との対談では、『ゲゲゲの鬼太郎』に登場する妖怪の「見えないんだけどいるかもしれない」という概念に惹かれたと語り、松井はこの概念が一貫して久保の作品に反映されていると指摘している。漫画家の荒木飛呂彦は、精神科医の斎藤環や社会学者の金田淳子との鼎談において、『BLEACH』からは「車田正美先生の影響を感じる」、「極端に言うと、車田先生の同人誌を見て描いている感じ」と述べている。

### 漫画制作
漫画制作において、久保は「何を描くかよりも何を描かないかのほうが大事」であると述べている。また、作品には読者に「解釈の余地」を残すという感覚が反映されている。
制作工程については、「まずキャラクターがあって、そのキャラクターに付随する描きたいシーンが出てきてその間を埋めるイメージでストーリーを作るタイプ」であると説明している。また、漫画を描く際に心がけていることとして、「多様性とバランス」を挙げている。

#### テーマミュージック
音楽の世界観からインスピレーションを得て、キャラクターごとにテーマミュージックを設定している。各キャラクターのテーマミュージックは、その外見が決まったタイミングや、キャラクターの過去に関するシーンを考えた際に頭の中に浮かぶ音楽から選ばれる。このとき、頭の中で流れる音楽はあくまでシーンのBGMとしての役割が強く、歌詞はあまり重視していないという。また、キャラクターが普段聴きそうな音楽を基準に選ばれるため、音楽の選択がキャラクターの描写に与える影響についても留意されている。絵を描く際には必ず音楽を聴き、描くシーンに合わせて選曲しているという。
音楽雑誌『rockin'on』の編集者（2011年当時）として久保を取材した小川智宏は、『BLEACH』の登場人物が孤独なバックグラウンドを持っている点や、それを勢いと情熱で断ち切っていく点を例に挙げ、「作品そのものもロックっぽい」と形容している（ § 音楽も参照）。

#### ネーム
漫画ライターの門倉紫麻によれば、久保はまず原稿用紙サイズの紙に、コマ割りや構図、キャラクターの表情までが描き込まれた「ほぼ下描き」のネームを作成する。このネームはほとんど一度で仕上げられ、ラフ段階もなく、修正のために消しゴムを使うことも滅多にないという（門倉 2010, p. 156）。久保は「1話分、最初から最後まで頭の中で映像を作ってから描くんです。〔中略〕断片的に浮かんでいたイメージをまとめて、映像にしていく感じですかね。」と説明し、映像作品の監督との類似性について自ら言及している。ネームを描く際には、作品を読む際のリズムや流れを重視しており、1ページを描くごとに最初から読み直し、流れが止まらないよう調整しているという。
構図やカメラワークで影響を受けた映画として、『300〈スリーハンドレッド〉』と『スナッチ』を挙げているが、「初期から影響を受けてるかって言われると、ちょっとわからないですね」とも語っている。松井は『BLEACH』の構図やカメラワークについて、「本当に唯一無二」、「どこを探しても僕は似た漫画を読んだことがない」と評している。

#### 台詞・詩
漫画家の堀越耕平との対談では、「台詞を書きたくてシーンを描いていて、シーンを描きたいから漫画を描いている」と語っている。一方で、台詞は削減することを重視しており、「ニュアンスを正確に伝えようと思ったら、言うべきことよりも、言わない方がいいことを見つけなくちゃいけない」と述べている。台詞は「声に出した時にきれいな響きの音」になることを意識して書いており、学生時代に愛読していた辞書が「言葉の組み立てやつなぎ方」を知るうえで役立ったと説明している。また、作中における台詞については、バッド・レリジョンの歌詞の内容から影響を受けたと語っており、同バンドの歌詞について、ストレートに書かれているように見えるものの、裏を読むと「こうもとれるな」といった余白が多くあると述べている。
コミックスの本扉には、キャラクターのイメージや、そのキャラクターの心情を間接的に表現した詩が収められている。原画展「BLEACH EX.」やテレビアニメ『BLEACH 千年血戦篇』のテーマ曲を手掛けたキタニタツヤは、この詩について「どこまでも考察できる奥深さ」があると評している。

#### 作画
速筆として知られ、『BLEACH』の連載では1話分の人物のペン入れをほぼ1日で完成させていた。久保は半年あまりで終了した『ZOMBIEPOWDER.』の連載を振り返り、「この試行錯誤の経験があったから、絵を描くのが速くなったのかもしれません」と語っている。
『BLEACH』の連載において、主人公の「イメージカラーを“黒”に設定し、より画面上で映えさせるために“白”を効果的に使うように工夫をしはじめて以降、コントラストを特に意識するようになった」という。また、「“余白”も作画には絶対に必要」と述べている。
漫画を描く道具については、「無くなったらテキトーなとこ行ってテキトーに買う」（週刊少年ジャンプ 1996b, p. 184）、「どこのメーカー、とかそういうことにこだわりは全然ない。基本的に、使うものは、きれいかどうかで選んでいる」（門倉 2010, p. 152）と説明している。
2019年後半、新型コロナウイルス感染症の影響で仕事場にアシスタントを呼ぶことが困難な状況となり、アナログからデジタル作画へ段階的に移行した。

## 人物

### 趣味

#### 音楽
ロック好きとして知られており、2011年には音楽雑誌『rockin'on』の取材で自身の音楽遍歴を語った。初めて買ったCDはSOFT BALLETの『MILLION MIRRORS』で、その後ボン・ジョヴィの『キープ・ザ・フェイス』をきっかけに北欧メタルやパンクなど多様なジャンルを聴くようになったという。初めて観たライブはロイヤル・ハントであった。以降もマッシヴ・アタックやレディオヘッドなど、メロディやグルーヴに魅力を感じた音楽を幅広く聴いていたが、自身で作曲や演奏を行うことには関心を持たなかった。これについて、メロディが自然に思い浮かぶことがなく、楽器を演奏したいという衝動も感じなかったため、自分はミュージシャンには向いていないと考えたと述べている。
2024年8月25日には、公式ファンクラブ「Klub Outside」会員を対象としたDJイベント「BLACK HOLE DISCO CLUB」が渋谷で開催され、久保がキャラクターデザイン時に設定していた各キャラクターのテーマミュージックが使用された（ § テーマミュージックも参照）。

#### ゲーム
ゲーマーでもあり、『BLEACH』の連載後半では「ゲームを遊ぶために仕事を集中して早く終え，時間を作っていた」という。自己分析として「キャラの見た目をカスタマイズできるゲームが好きなのかもしれません」と話し、一番好きなゲームとして『どうぶつの森』シリーズを挙げている。過激なゴア表現については、「自分で描くのはいいんですけど，見るのが得意じゃない」と語っている。巨乳好きであることを明かし、「基本的にゲームのキャラクターは、巨乳かどうかだけで選ぶ」と語っている。

### 性格
久保は幼少期から「死」に対して強い興味を抱いており、自身の描く作品には「何を描いても死の影がチラつく」と述べている。この興味にはネガティブな側面だけでなく、「希望を持てるもの」としてのポジティブな側面も含まれていたという。こうした考え方は、一般的な死神のイメージとは異なる『BLEACH』の死神像に反映されている。
また、自身の性格について「ものすごく飽きっぽい」と述べており、『BLEACH』の連載開始時には、担当編集者から3、4年で飽きるのではないかと言われたエピソードを明かしている。

### 作家としての位置づけ
久保は1996年当時、好きな漫画家として高河ゆんの名前を挙げていた。高河は『聖闘士星矢』や『キャプテン翼』の同人活動を経てデビューした作家であり、社会学者の金田淳子は高河を『聖闘士星矢』などから生まれた「〔少年ジャンプ〕の娘」と位置付けている。金田はさらに、高河のファンである久保を「〔少年ジャンプ〕から生まれた娘から生まれた息子」と表現し、久保の登場を1990年代末から2000年代にかけての同誌における新たな展開と論じている。

## 作品リスト

### 漫画
- 各作品の詳細などについてはリンク先の各記事を参照。
- デフォルトでの表示は発表順。
- 〈種〉連載か読切かで2種に大別。
- 〈掲載〉初出を記載。雑誌の場合は掲載誌名と号数、書籍の場合は『書名』と発行年を記載。
- 〈収〉収録単行本を「略号-x」の形で示す。「x」は収録巻を示す。
  -  キ：『BLEACH OFFICIAL CHARACTER BOOK SOULs.』、そ：『そして龍太はニャーと鳴く』、未：単行本未収録、このほかの漫画単行本の略号対応は#漫画単行本を参照。

|  | 連載作品 |  | 読切作品 |

|    | 作品名                       | 種   | 発行   | 掲載                                                 | 収   | 備考 |
| -- | ---------------------------- | ---- | ------ | ---------------------------------------------------- | ---- | --- |
| 1  | FIRE IN THE SKY              | 読切 | 集英社 | —                                                    | 未   | ホップ☆ステップ賞への投稿作。 『週刊少年ジャンプ』1995年45号において、あらすじと2ページ分の原稿が講評とともに紹介された。 走り幅跳B名義。 |
| 2  | ULTRA UNHOLY HEARTED MACHINE | 読切 | 集英社 | 週刊少年ジャンプ特別編集増刊Summer Special（1996年） | ソ-2 | デビュー作。久保宜章名義。 |
| 3  | 刻魔師 麗                    | 読切 | 集英社 | 週刊少年ジャンプ 1996年36号                          | ソ-3 | 久保宜章名義。 |
| 4  | BAD SHIELD UNITED            | 読切 | 集英社 | 週刊少年ジャンプ 1997年51号                          | ソ-4 | 久保宜章名義。 |
| 5  | ZOMBIEPOWDER.                | 連載 | 集英社 | 週刊少年ジャンプ 1999年34号 - 2000年11号             | ソ   | 連載デビュー作。 |
| 6  | BLEACH                       | 読切 | 集英社 | 赤マルジャンプ 2001 WINTER                           | キ   | 連載版の前身。 |
| 7  | BLEACH                       | 連載 | 集英社 | 週刊少年ジャンプ 2001年36・37合併号 - 2016年38号     | フ   | |
| 8  | よるのはなし                 | 読切 | 集英社 | 『そして龍太はニャーと鳴く』（2002年）               | そ   | さく：まつばらまこと、え：くぼたいと スペシャル・コミックとして収録された短編漫画。                                                       |
| 9  | カラブリ！                   | 連載 | 集英社 | Vジャンプ 2005年01号 - 2007年09号                    | カ   | 『BLEACH』の番外編カラー漫画。 |
| 10 | —                            | 読切 | —      | Twitter 2016年11月1日                                | 未   | 近況を報告する内容の3ページの漫画。 |
| 11 | —                            | 読切 | —      | Twitter 2016年11月7日                                | 未   | Twitterで公開したコスプレ制作の裏話を題材とした1ページのルポ漫画。                                                                        |
| 12 | —                            | 読切 | —      | Twitter 2016年11月17日                               | 未   | 『BLEACH』の連載中に受け取ったファンレターの差出人を探すために公開された11ページの漫画。 40万リツイートを超える反響を呼んだ。             |
| 13 | BURN THE WITCH               | 読切 | 集英社 | 週刊少年ジャンプ 2018年33号                          | ハ-1 | 連載版の前日譚。 |
| 14 | BURN THE WITCH               | 連載 | 集英社 | 週刊少年ジャンプ 2020年38号 - 41号                   | ハ   | Season1。全4回の短期集中連載。 |
| 15 | BLEACH 獄頤鳴鳴篇            | 読切 | 集英社 | 週刊少年ジャンプ 2021年36・37合併号                  | 未   | 2021年12月にジャンプコミックスDIGITALより電子書籍限定として発売された。                                                                   |

### 書籍

#### 漫画単行本
- 書誌情報の詳細などについてはリンク先の各記事を参照。
- デフォルトでの表示は作品ごとにまとめてオリジナルの発売順とした。
- 〈レーベル〉JC：ジャンプ・コミックス、SJR：集英社ジャンプリミックス
- 〈略〉上記#漫画の「収」欄で用いている略号を示す。

|  | オリジナル |  | 再出版 |

|   | 書名                              | 発行   | レーベル | 発行年          | 判   | 巻 | 略 | 備考       |
| - | --------------------------------- | ------ | -------- | --------------- | ---- | -- | -- | ---------- |
| 1 | ZOMBIEPOWDER.                     | 集英社 | JC       | 2000年          | 新書 | 4  | ソ |            |
| 2 | BLEACH【JC】                      | 集英社 | JC       | 2002年 - 2016年 | 新書 | 74 | フ |            |
| 3 | BLEACH【SJR】                     | 集英社 | SJR      | 2016年 - 2017年 | B6   | 26 | フ | 廉価軽装版 |
| 4 | BLEACH OFFICIAL BOOTLEG カラブリ+ | 集英社 | JC       | 2007年          | 新書 | 1  | カ |            |
| 5 | BURN THE WITCH                    | 集英社 | JC       | 2020年 -        | 新書 | 1  | ハ |            |

#### 画集
- 『BLEACHイラスト集 All Colour But The BLACK』集英社〈ジャンプ・コミックス〉、2006年12月9日第1刷発行（12月4日発売）、ISBN 4-08-874173-0、A4判 - 初のイラスト集。
- 『BLEACHイラスト集 JET』集英社〈愛蔵版コミックス〉、2018年12月9日第1刷発行（12月4日発売[115]）、ISBN 978-4-08-792525-8、A4判 - 完全受注生産[115]。ハードケース入り2冊組、特典として限定コミックが付属する[113]。

### イラスト

#### 雑誌掲載
- 『週刊少年ジャンプ』2019年19号（集英社） - 『新サクラ大戦』の描き下ろしポスターを掲載[116]。
- 『週刊少年ジャンプ』2020年44号（集英社） - 『BURN THE WITCH』の描き下ろしポスターを掲載[117]。
- 『週刊少年ジャンプ』2021年12号（集英社） - 『BLEACH』と東京ガールズコレクションのコラボレーション企画として、描き下ろしイラストを掲載[118]。
- 『週刊少年ジャンプ』2022年52号（集英社） - テレビアニメ『BLEACH 千年血戦篇』との連動企画として、描き下ろしポスターを掲載[119][120]。

#### 書籍関連
- そして龍太はニャーと鳴く（松原真琴著、集英社、2002年） - イラスト[121][122]
- 地獄変（芥川龍之介著、集英社、2009年） - 装画[123]
- 堕落論（坂口安吾著、集英社、2009年） - 装画[123]
- ドラゴンクエストX オンライン 激動たるアストルティア 3rd Anniversary Fun Book（集英社、2015年） - ポスター[124]
- 集英社版 学習まんが 日本の歴史（3）仏教の都 平城京（集英社、2016年） - 装画[125]
- 集英社 コンパクト版 学習まんが 日本の歴史（3）仏教の都 平城京（集英社、2021年） - 装画[126]

#### 寄稿
- ゴリラズ寄稿イラスト（ゴリラズ日本公式サイト、2011年） - アルバムデビュー10周年と初のベスト盤『ザ・シングルス・コレクション 2001-2011』に寄せた描き下ろし作品[127]。
- 刊行70年によせて（『広辞苑 第七版』公式サイト、2025年） - 記念イラスト[128]

#### 展示作品
- BLEACH生誕20周年記念原画展 BLEACH EX. 東京会場（2022年） - 監修[129]
- アーティザナル 2024 ウィンドウインスタレーション：ドーバー ストリート マーケット ギンザ（2024年） - メゾン マルジェラとの協業プロジェクト[130]。

### その他

#### アニメ
- BLEACH memories in the rain（オリジナルアニメ、2004年） - コン役[131]
- 劇場版BLEACH Fade to Black 君の名を呼ぶ（劇場アニメ、2008年） - 企画協力[132]
- 青い文学シリーズ（テレビアニメ、2009年）[133]
  - 青い文学シリーズ 桜の森の満開の下 - キャラクター原案[133]
  - 青い文学シリーズ 蜘蛛の糸 - キャラクター原案[133]
  - 青い文学シリーズ 地獄変 - キャラクター原案[133]
- 劇場版BLEACH 地獄篇（劇場アニメ、2010年） - 製作指揮[134]
- 新サクラ大戦 the Animation（テレビアニメ、2020年） - メインキャラクター原案[135]
- BLEACH 千年血戦篇（テレビアニメ、2022年） - 総監修[75]
  - 第7話エンディングアニメーション - キャラクターデザイン・作画監修[120]
- BLEACH 千年血戦篇-訣別譚-（テレビアニメ、2023年） - 総監修[136]
  - オープニングアニメーション - 衣装デザイン[136]
- BLEACH 千年血戦篇-相剋譚-（テレビアニメ、2024年） - 総監修[76]
- TVアニメ『BLEACH』20th PV（プロモーション・ビデオ、2024年） - 総監修・キャラクターデザイン・参考原画・作画監修[137][138]

#### ゲーム
- ドラゴンクエストX オンライン（MMORPG、2015年） - 装備アイテム・Spalt Weapon（シュパルトウエポン）のデザイン[139][注 13]。
- 新サクラ大戦（PlayStation 4用ゲーム、2019年） - メインキャラクターデザイン[53]

## 出演

### ラジオ番組
- BLEACH “B” STATION（2007年、ラジオ大阪・文化放送）[注 14]
- ポルノグラフィティ岡野昭仁のオールナイトニッポン（2008年12月14日〈13日深夜〉、ニッポン放送）[142]
- サンドウィッチマンの週刊ラジオジャンプ（2017年11月5日〈4日深夜〉[35][143]・11月12日〈11日深夜〉[35][143]、TBSラジオ）
- Snow Man 佐久間大介の待って、無理、しんどい、、（2024年8月31日、文化放送）[10]
- Krew's Radio（2024年9月20日 - 不定期、Klub Outside）[144] - 公式ファンクラブサイト「Klub Outside」会員ページ内にて配信されるWebラジオ番組[144]。

### テレビ番組
- サキよみジャンBANG!（2009年5月1日[145]・9月18日[146]、テレビ東京）
- 人志松本のすべらない話（2010年12月25日、フジテレビ）[147] - 観覧ゲスト[147]
- クレイジージャーニー（2017年5月25日、TBS）[148]

### 配信番組
- ドラゴンクエストX TV ver.1.5最終回 バージョン2.0直前10時間スペシャル！（2013年11月30日、ニコニコ生放送）[149]
- ドラゴンクエストX TV 夏祭りスペシャル（2014年8月2日、ニコニコ生放送）[150]
- 有ちゃっとww（2018年3月11日、FOD）[151]
- Krew beInside（第1回：2023年5月28日[152]・第2回：10月23日[83]・第3回：2024年9月8日[153]、YouTube ジャンプチャンネル） - 久保の作品に関する情報をタイトルを横断して発信する配信番組[152]。
- Krew beInside mockup（前編：2025年3月28日[154]・後編：4月1日[155]、YouTube ジャンプチャンネル）

## 関連人物

### 担当編集者
浅田貴典
初代担当編集者。『ZOMBIEPOWDER.』と『BLEACH』の連載を立ち上げた。浅田は当時を振り返り、「作品というより、作家として成長していくプロセスが特に印象に残っています。久保先生は、〔中略〕各フェーズの課題を恐ろしい勘の良さでクリアしていった。1ページ見るだけで明らかにキャラもあるし、言葉もあるので、相手に伝えるための漫画の技術の基本を言い続けただけだと思います。」と語っている。
中野博之
2代目担当編集者。浅田から『BLEACH』の担当を引き継ぎ、同作は中野にとって2本目の担当作となった。担当時代にはメディア化が広がり、さまざまな経験を得たと語っている。のちに週刊少年ジャンプ編集長に就任し、BLEACH20周年プロジェクトにも携わった（BURN THE WITCH § 制作背景も参照）。

### 小説家
松原真琴
『BLEACH』のノベライズ作品を手がけている。久保とは松原が集英社主催の新人賞を受賞する前からの友人であり、デビュー作『そして龍太はニャーと鳴く』ではイラストを久保が担当した。松原の夫は、久保の友人でもある漫画家・地獄のミサワである。
成田良悟
『BLEACH』のノベライズ作品を手がけている。成田は『Can’t Fear Your Own World』の連載開始にあたって、久保から提供された設定をもとに作品の魅力を伝えたいとするコメントを寄せている。久保はあとがきで、成田の読解力や深い洞察を高く評価している。

### アニメ関係者
工藤昌史
アニメーターであり、『BLEACH』のアニメシリーズでキャラクターデザインを担当した。久保は度々工藤の絵を高く評価しており、工藤との打ち合わせの中で生まれたアニメオリジナルのキャラクターを自身の作品に登場させたこともある（BLEACH (アニメ) § キャラクターデザインも参照）。また、工藤は久保がメインキャラクターデザインを担当したPlayStation 4用ゲーム『新サクラ大戦』にも、久保のお墨付きを得てキャラクタービジュアル設定として参加した。